# Крамарівка (зупинний пункт)
Крамарівка — зупинний пункт Ізюмського напрямку. Розташований між зупинними пунктами Федорівка та Пимонівка. Пункт розташований в селі Крамарівка Ізюмського району. На пункті зупиняються лише приміські потяги. Пункт відноситься до Харківської дирекції Південної залізниці.
Відстань до станції Основа — 120 км.
Колишня назва - 368 км.